# METRO (компания)
Управление городского транспорта округа Харрис, также METRO (англ. Metropolitan Transit Authority of Harris County, METRO) — компания, предоставляющая услуги общественного транспорта на территории Хьюстона (штат Техас, США). Компания предоставляет общественный транспорт жителям города в виде автобусов, трамвая и скоростной автобусной системы «Quickline». Работа компании началась в 1979 году, когда было запущено автобусное движение. В первом квартале 2015 года услугами компании ежедневно пользовались 222,2 тыс. человек.

## Галерея

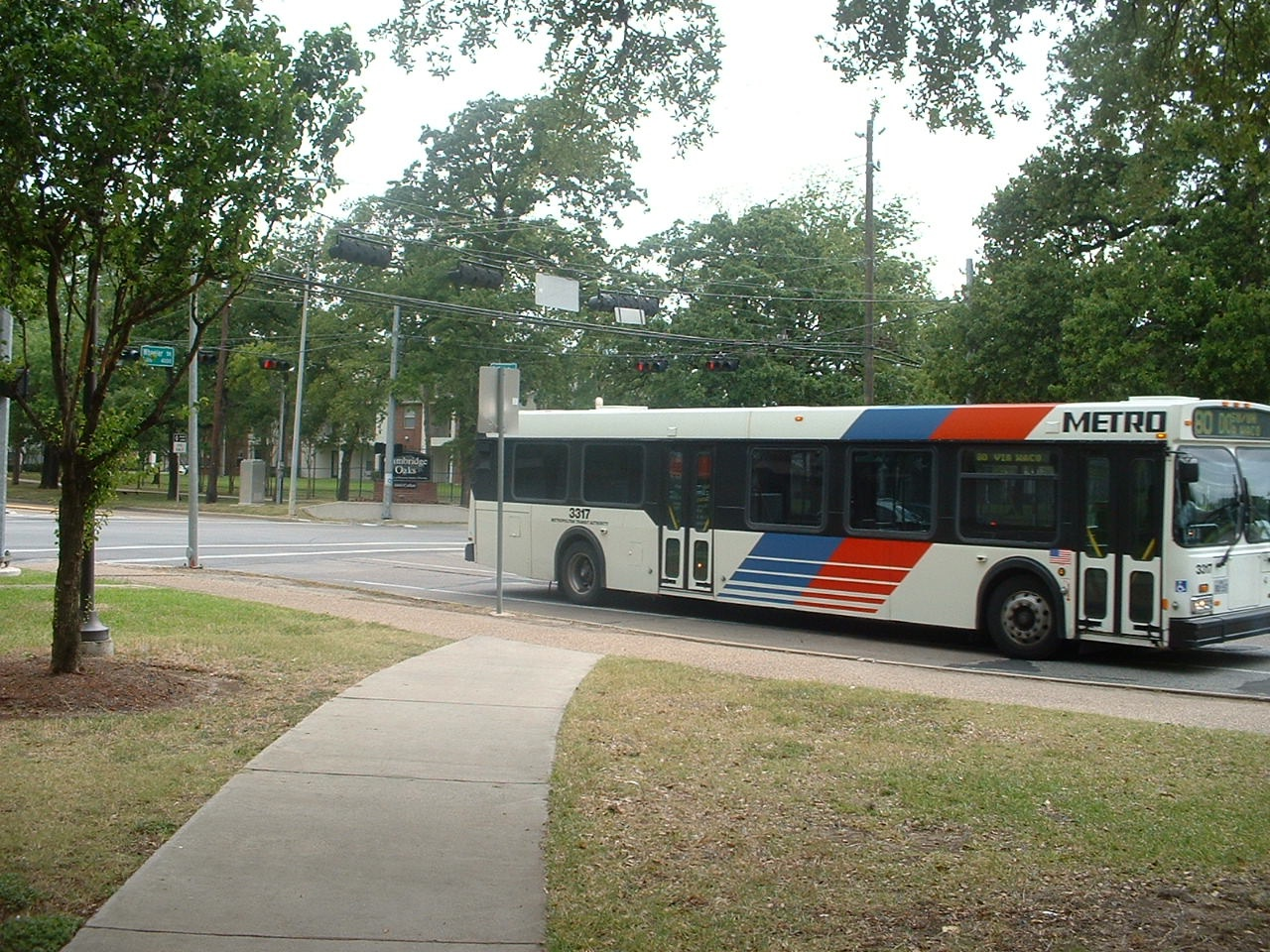
Автобус в районе Хьюстонского университета.
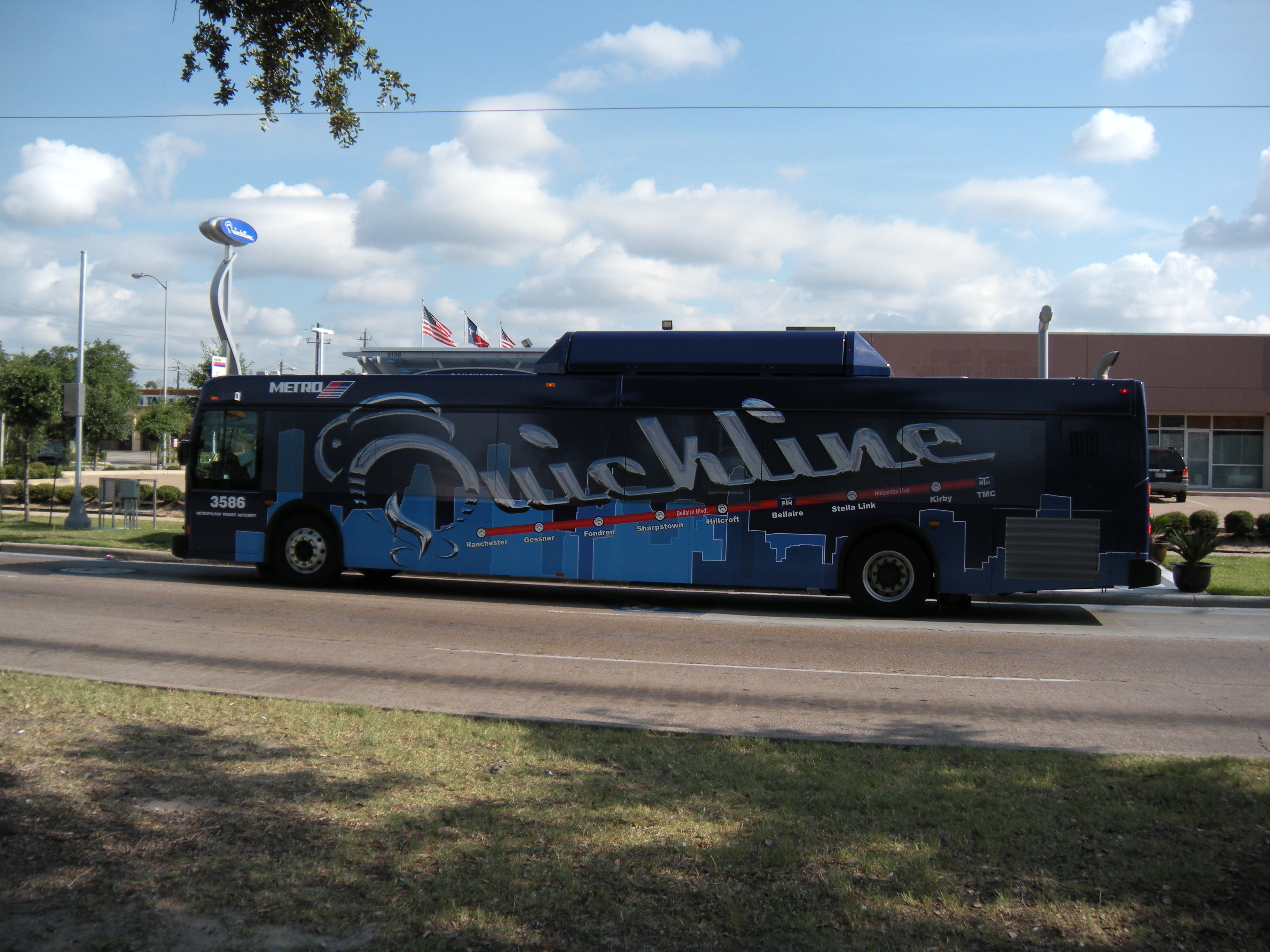
Система Quickline.
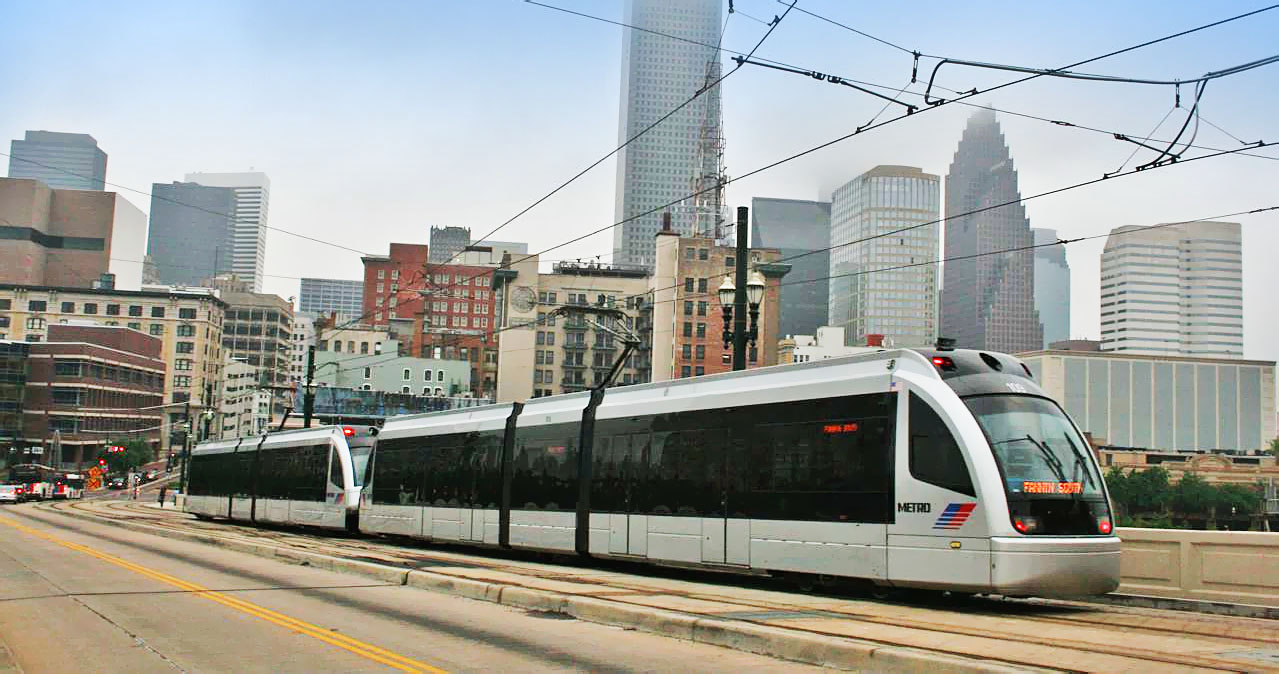
Трамвай движется к даунтауну.
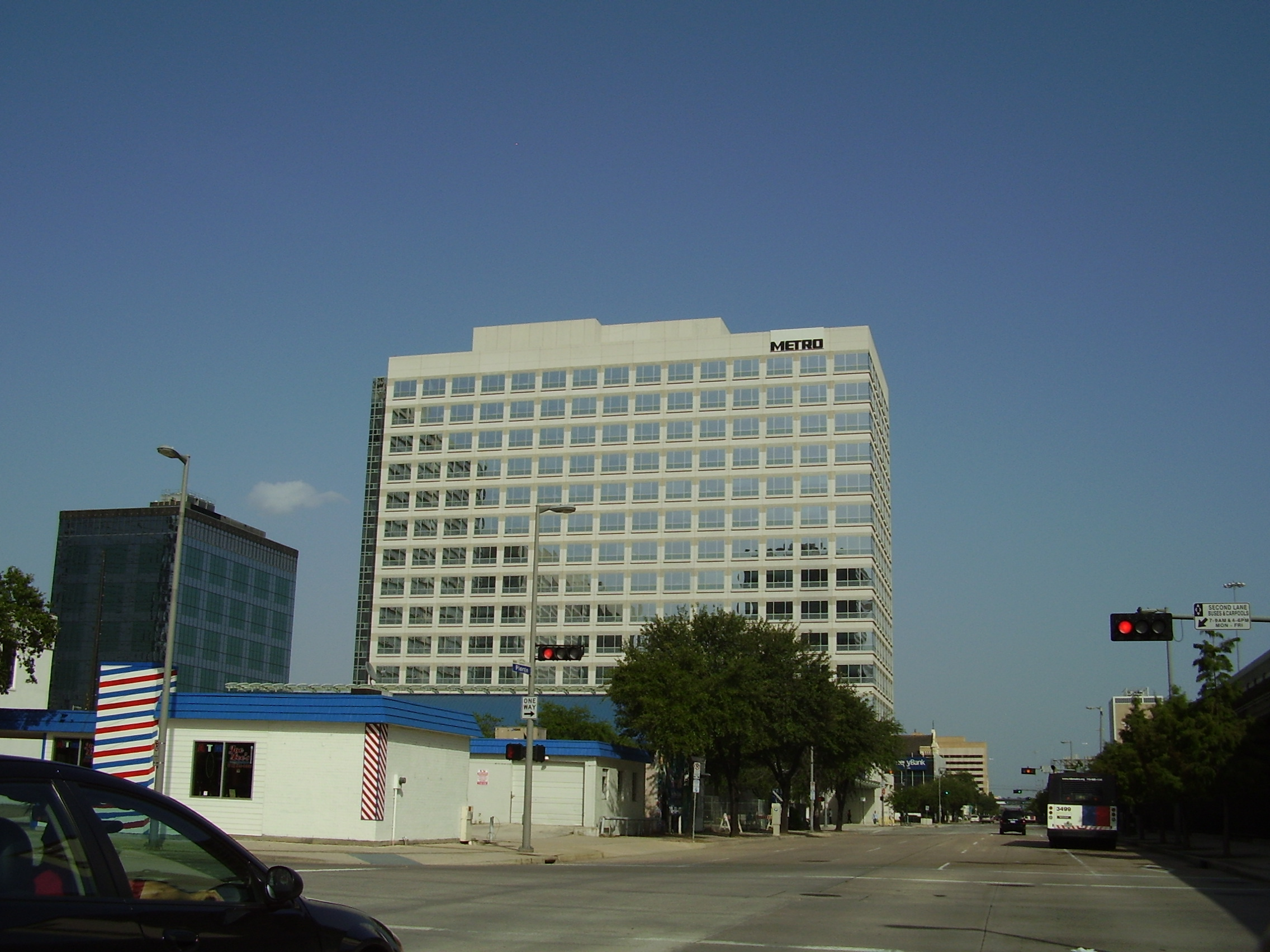
Здание администрации Ли Брауна, где располагается штаб-квартира METRO.